# Theodore Schultz
Theodore William Schultz (Arlington, 30 aprile 1902 – Evanston, 26 febbraio 1998) è stato un economista statunitense, vincitore, insieme ad Arthur Lewis, del premio Nobel per l'economia nel 1979, per «le ricerche pionieristiche nello studio dello sviluppo economico, con particolare riguardo ai problemi dei paesi in via di sviluppo».

## Biografia
Nato in una cittadina del Dakota del Sud, studioso di economia agraria  (aveva conseguito il dottorato nel 1930 all'Università del Wisconsin-Madison), la insegnò poi, dallo stesso anno, all'Iowa State College  (ora Iowa State University), ove rimase sino al 1943 quando divenne docente della Chicago University . Nel suo volume Transforming Traditional Agriculture del 1964 ha messo in risalto il ruolo dell'agricoltura come strumento per migliorare le condizioni di vita dei paesi poveri senza stravolgerne identità e cultura .
Ha inoltre posto in evidenza in varie pubblicazioni l'importanza del capitale umano, migliorato attraverso l'istruzione, per lo sviluppo economico:  The economic value of education 1963, Investment in human capital: the role of education and research 1971, ecc. 

## Pubblicazioni

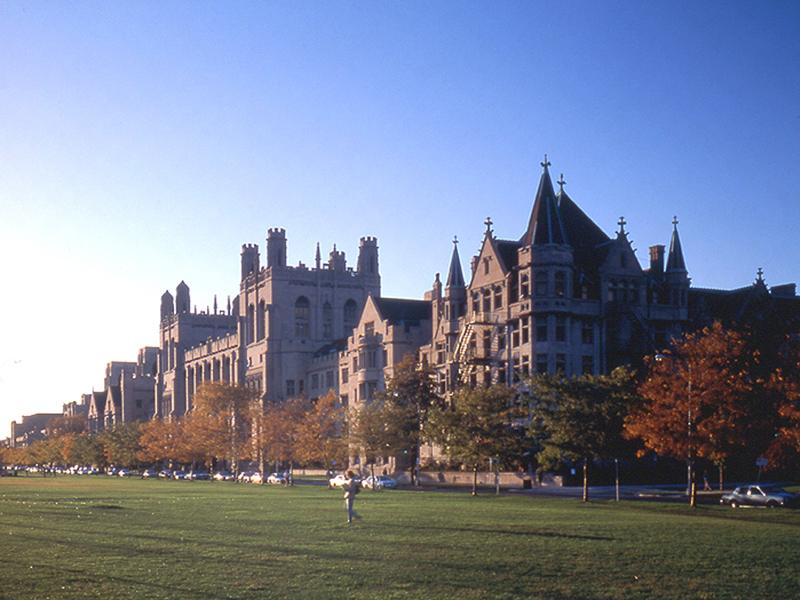
Chicago University

- Chicago UniversityRedirecting farm policy, New York, Macmillan Co., 1943.
- Food for the world, Chicago, University of Chicago Press, 1945.
- Agriculture in an unstable economy, New York, McGraw-Hill, 1945.
- Production and welfare of agriculture, New York, Macmillan, 1949.
- The economic organization of agriculture, New York, McGraw-Hill, 1953.
- The economic value of education, New York, Columbia University Press, 1963.
- Transforming traditional agriculture, New Haven, Yale University Press, 1964.
- Investment in human capital : the role of education and of research, New York, Free Press, 1971.
- Investment in education; the equity-efficiency quandary, Chicago, University of Chicago Press, 1972.
- Lectures in agricultural economics, Washington, Dept. of Agriculture, Economic Research Service, 1977.
- Investing in people : the economics of population quality, Berkeley, University of California Press, 1981.
- Restoring economic equilibrium : human capital in the modernizing economy, Cambridge, MA, Basil Blackwell, 1990.
- The economics of being poor, Oxford, Basil Blackwell Scientific Publications, 1993.

### Edizioni in lingua italiana
- Crisi economiche nell'agricoltura mondiale, titolo originale: Economic crises in world agriculture, Roma, Istituto nazionale di economia agraria, 1967.